# Meike Freitag
Meike Freitag (Alemania, 21 de noviembre de 1978) es una nadadora alemana retirada especializada en pruebas de estilo libre media distancia, donde consiguió ser subcampeona mundial en 2007 en los 4x200 metros.

## Carrera deportiva
En el Campeonato Mundial de Natación de 2007 celebrado en Melbourne ganó la medalla de plata en los relevos de 4x200 metros estilo libre, con un tiempo de 7:53.82 segundos, tras Estados Unidos (oro con 7:50.09 segundos que fue récord del mundo) y por delante de Francia (bronce con 7:55.96 segundos).